# نالي الشهرزوري
نالي (بالكردية: نالی) هو الملا خضر أحمد الميكائيلي (بالكردية: مەلا خدر کوڕی ئەحمەدی شاوەیسی ئاڵی بەگی میکایلی) (1800 شهرزور - 1856م القسطنطينية) (بالكردية: نالي، مهلا خدري شاوهيسي ميكايلي) كان موسوعي كُرديّ، شاعر ولغوي ومترجم وعالم رياضيات، يعتبر من أعظم الشعراء الكرد في الفترة الكُرديّة الكلاسيكية. من شهرزور من كردستان، يعد أحد أشهر الشعراء الكرد. ويعد أحد المؤسسين للمدرسة الشعرية الكردية السورانية البابانية (نسبة إلى إمارة بابان الكردية بمحافظة السليمانية حالياً)، وهو من اركان مدرسة الشعر الكلاسيكي الكردي، المدون باللهجة السورانية في القرن التاسع عشر. كتب عنه الاستاذ دلور ميقري مقالة بعنوان: “فجر الشعر الكردي ” قال فيها: ان الباحث الروسي فلاديمير مينورسكي اشار إلى فضل الشاعر نالي بقوله: ” أعتقد أن المركز الرئيس للشعراء الأكراد قد انتقل إلى مدينة السليمانية، حيث عاش الشاعر المشهور جداً، نالي وقدر له ان يعيش فترة من الزمن. في خانقاه الطريقة النقشبندية، في مدينة السليمانية بهدف الإحاطة بعلوم الدين، وكان يحب فتاة اسمها ” حبيبة ” نظم العديد من القصائد بحقها ومن ذلك قوله: خصلات الشعر مبعثرة حول قدكِ
وقد خدعتني اليوم وحالت دون معرفتك
لماذا لا أبكي، عندما تؤذين مائة مرة قلبي. كيف لا تنسكب الخمرة، والقدح مكسور من مائة مكان؟ ”
تأثر ” نالي ” بقراءاته للادبين العربي والفارسي الذاخرين بالصور الرائعة.عاش ايامه الاخيرة في الشام مجاوراً التكية النقشبندية بحي الأكراد. يستند إلى قاسيون؛ جبل الأنبياء والاساطير، مرسلاً طرفه إلى مشهد الحاضرة الساحرة دمشق وغوطتها النضرة. في غربته الدمشقية، يشعر نالي بشوق عارم لمدينة السليمانية؛ موطن فتوته وصباه فيكتب هناك أحسن قصائده: ” أفدي بضعة من غبار دربكِ ” . ومن الشام ينتقل إلى استانبول. يلازم هناك صديقه المنفي الأمير الباباني، أحمد باشا، والذي أضحى الآن صديقاً حميماً له وفي العام الذي تلى وفاة الشاعر، تسنى للمستشرق الروسي، خودكو، فرصة لقاء الأمير الباباني في باريس. وفيما بعد، كتب المستشرق عن هذا اللقاء مقالة ذكر فيها أن هذا الأمير الكردي، المنفي، حدثه عن شاعر كردي كان يقيم في دمشق وإجادته للغة العربية، والتي ترجم منها كتاباً في النحو إلى لغته الأم، وأن هذا الشاعر عرف بإسمه الأدبي ” نالي ” ..رحم الله نالي فقد كان شاعرا عظيما.

## شعره
كانت أشعاره غالبها في العشق وبدأ تدوين الشعر باللهجة السورانية. يعتبر نالي أعظم شعراء منطقة سوران وأحد أعظم شعراء الكُرد. فشعره في غاية البلاغة والعمق الفلسفي والتصوير المنساب من الخيال إلى الواقع. له ديوان بتصحيح عبد الكريم محمد المدرس طبع في إيران والعراق.

## وفاته
توفي سنة 1856 م في إسطنبول ودفن في مقبرة أبي أيوب الأنصاري.